# Fruering Sogn
Fruering Sogn er et sogn i Skanderborg Provsti (Århus Stift).
I 1800-tallet var Vitved Sogn anneks til Fruering Sogn. Begge sogne hørte til Hjelmslev Herred i Skanderborg Amt. Fruering-Vitved sognekommune blev ved kommunalreformen i 1970 indlemmet i Skanderborg Kommune.
I Fruering Sogn ligger Fruering Kirke.
I sognet findes følgende autoriserede stednavne:
- Fruering (bebyggelse, ejerlav)
- Gjesing (bebyggelse, ejerlav)
- Hvolbæk (bebyggelse, ejerlav)
- Lille Virring (bebyggelse)
- Nedergårde (bebyggelse)
- Skimmelbjerg (areal)
- Skårup (bebyggelse, ejerlav)
- Sophienlund (ejerlav, landbrugsejendom)
- Storhøj (areal)
- Svinsager (bebyggelse, ejerlav)
- Tammestrup Øde (bebyggelse, ejerlav)
- Virring (bebyggelse, ejerlav)
- Virring Hede (bebyggelse)
- Virring Korsvej (bebyggelse)